# Christian Rosenkrantz-Charisius
 Der er flere personer med dette navn, se Christian Rosenkrantz (flertydig).
Peter Christian lensbaron Rosenkrantz-Charisius, født Rosenkrantz (født 2. juli 1838 i Hornslet, død 25. februar 1920 i København) var en dansk officer, landmand, kammerherre og hofjægermester.
Han var søn af besidder af Stamhuset Rosenholm, af substitutionen for Baroniet Rosenlund og af Det Moltkeske Fideikommis, hofjægermester, kammerherre Hans Henrik lensbaron Rosenkrantz og 1. hustru Anna Dorothea rigsgrevinde Fædder. Han tiltrådte 1904 besiddelsen af det for Stamhuset Constantinsborg substituerede fideikommis og erholdt 19. maj samme år patent at føre navnet Rosenkrantz-Charisius.
Rosenkrantz blev 1856 student fra Randers Latinskole, 1862 cand.polit. og reserveofficersaspirant, blev 1867 sekondløjtnant ved 8. Bataljon og 1868 forsat til Livgardens Linjebataljon. Han var 1867-80 forpagter af Rosenholm, blev 1874 hofjægermester, var 1879-93 ejer af proprietærgården Balskov i Mørke Sogn, blev 15. november 1888 Ridder af Dannebrog og 1889 kammerherre og 16. marts 1907 Dannebrogsmand. Rosenkrantz var 1886 formand for afløsning af jagtretten i Randers Amt, genbeskikket 1890 og 1893, medlem af bestyrelsen for Aarhus-Ryomgaard Jernbane, formand for bestyrelsen for Foreningen for Danmarks Fjerkræavl og præsident i Det danske Fjerkræavlerselskab.
Han blev gift 21. maj 1869 på Tårnholm med Elisabeth Marie Augusta Oxholm (13. april 1848 på Tårnholm - 14. maj 1922 i København), datter af ejer af Tårnholm, kammerherre Harald Peter Oxholm og Eleonore "Ellen" Sophie O'Kelly, og gik da over til katolicismen.